# 구라누키 가즈키
구라누키 가즈키(일본어: 倉貫 一毅, 1978년 11월 10일 ~ )는 일본의 전 축구 선수이다.

## 구단 경력
1997년 J1리그의 주빌로 이와타에 입단하였다. 2000년 J2리그의 방포레 고후로 이적했다. 2005년 J2리그 3위를 기록하여 J1리그로 승격하였다. 2006년까지 246경기에 나서 12득점을 넣었다. 2007년 교토 상가 FC로 이적했다. 2008년부터 2011년까지 도쿠시마 보르티스에서 뛰었다. 2012년 교토 상가 FC로 복귀하였다. 2014년 가이나레 돗토리에서 뛰었다.

## 지도자 경력
2023년 FC 류큐의 감독으로 취임하였다.